# AFC 본머스
AFC 본머스(A.F.C. Bournemouth)는 잉글랜드 도싯주 본머스를 본거지로 하는 프로축구 클럽이다. 잉글랜드 축구 리그 톱티어 프리미어리그에 소속 되어있다. 홈구장은 딘 코트, 바이탈리티 스타디움이며 1890년 보스컴 세인트 존스 FC로 창단 되었다가 1972년에 현재 AFC 본머스로 팀의 이름으로 변경 되었다. 팀의 별명은 The Cherries(체리)이며 팀의 홈 유니폼 컬러는 레드와 블랙 줄무늬 셔츠와 블랙 반바지와 양말이다.
2014-15 시즌 풋볼 리그 챔피언십에서 우승함으로써 2015-16 시즌을 앞두고 그토록 꿈에 그리던 잉글랜드 프리미어리그로 승격 되었다. 프리미어리그에서 잉글랜드 선수가 가장 많은 팀이며 영화배우 크리스찬 베일이 이 팀의 팬으로 알려져있다.

## 역사

본머스의 역대 리그 성적을 그래프로 나타낸 것이다.

### 팀의 창단부터 침체기
1890년 보스컴 세인트 존스 래즈 인스티튜트 FC (Boscombe St. John's Lads' Institute F.C)로 첫 창단을 핬다. 공식적으로는 보스컴 FC (Boscombe F.C)가 본머스의 기원으로 알려져 있고 1923년 본머스 & 보스컴 애슬레틱 FC (Bournemouth and Boscombe Athletic Football Club)로 개칭했다.
이후 1971년 보스컴은 현재의 AFC본머스(Association Football Club Bournemouth)로 클럽 이름을 바꾸었으며 1983-84 시즌 어소시에이트 멤버즈 컵을 획득하는 쾌거를 이룩 하기도 했으나 리그에서는 창단 이후 줄곧 하부리그에 머물렀다. 이후 1986-87 시즌 3부 리그 우승으로 2부 리그로 처음 승격하게 되는데 이후 3부 리그와 2부 리그를 오가며 시즌을 치르다가 2007-08 시즌에서는 리그1에서 21위로 리그 강등하게 되어 4부 리그까지 추락하게 된다.

### 에디 하우의 닥공 축구와 본머스의 돌풍
에디 하우의 본머스는 차츰 차츰 성적이 무섭게 올라가기 시작했다. 2009-10시즌 리그2에서 준우승을 하며 리그1으로 승격을 하게 되고 2012-13시즌 리그1에서 준우승을 하며 풋볼 리그 챔피언십로 처음 승격을 하게되어 2013-14시즌 최종 성적은 18승 12무 16패 승점 66점으로 10위로 시즌을 종료했다.
에디 하우 감독이 이끌고 있는 AFC 본머스가 잉글랜드 풋볼 리그 챔피언십의 14-15 시즌 홈, 원정을 가리지 않고 매우 강력한 공격력을 뽐내면서 돌풍을 일으키고 있다. 다만, 이 닥공 축구의 단점은 공격력을 극대화하는 대신 그만큼 실점도 매우 많은 것이 흠이다. 2014-15시즌 현재 2게임을 남겨둔 상태에서 미들즈브러 FC의 3위보다 골득실에서 앞서고 1경기 덜 치른 승점 84점으로 최고의 성적으로 시즌을 보내고 있다. 2014-2015 시즌 풋볼 리그 챔피언십에서 승격하여 2015-2016시즌부터 팀 역사상 처음으로 프리미어리그로 승격이 현실로 이루어졌다.

## 유니폼
체리색 유니폼

## 엠블럼
체리색 엠블럼

## 홈구장

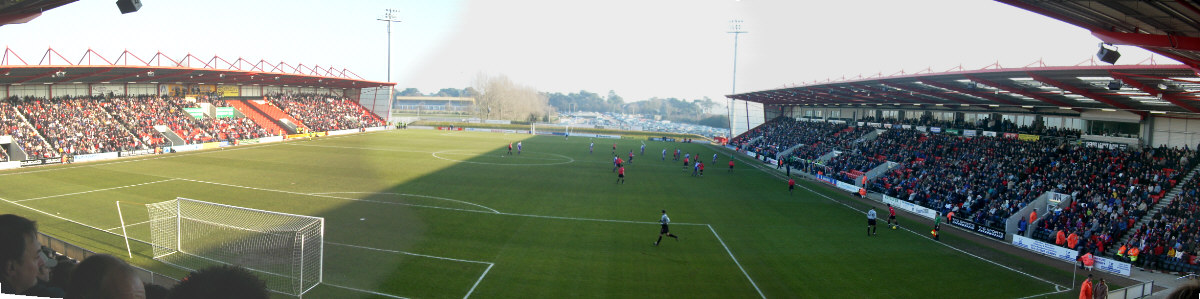
본머스의 홈구장 딘 코트

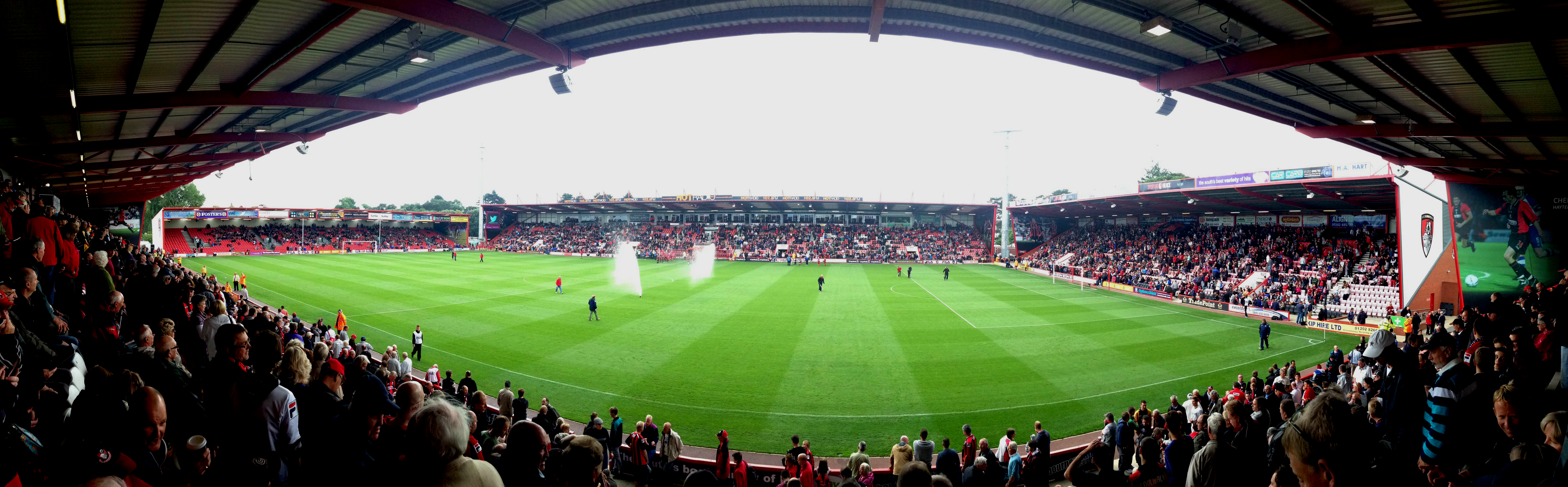
본머스의 홈구장 바이탈리티 스타디움

딘 코트(Dean Court) 또는 바이탈리티 스타디움(Vitality Stadium)은 1910년 개장 후 현재까지 본머스의 홈구장으로 사용되고 있다. 수용 인원은 11,307명이며 과거에는 피트니스 퍼스트 스타디움(Fitness First Stadium)으로 알려져 있다. 2011년 7월 슈어드 자동차 그룹(Seward Motor Group)이 경기장 명명권을 취득하면서 슈어드 스타디움(Seward Stadium)이라고 부르기도 했고 2012년 2월 슈어드 그룹이 경기장 명명권을 2년 동안 교환하기로 결정 하면서 경기장 명칭 또한 골드샌즈 스타디움(Goldsands stadium)으로 변경 되었다. 본머스의 구단 최초 프리미어 리그 진출 시즌 2015년부터 영국 건강보험 전문 회사 바이탈리티(Vitality)가 경기장 명명권을 취득하여 바이탈리티 스타디움(Vitality Stadium)으로 부르고 있다.

## 역대 감독
| 감독                      | 임기      |
| ------------------------- | --------- |
| 돈 웰시                   | 1958~1961 |
| 알렉 스토크               | 1979~1980 |
| 데이비드 웹(감독 겸 선수) | 1980~1982 |
| 돈 멕슨                   | 1983      |
| 해리 레드냅               | 1983~1992 |
| 토니 퓰리스               | 1992~1994 |
| 에디 하우                 | 2008~2011 |
| 에디 하우                 | 2012~2020 |
| 제이슨 틴달               | 2020~2021 |
| 조너선 우드게이트         | 2021      |
| 스콧 파커                 | 2021~2022 |
| 게리 오닐                 | 2022~2023 |
| 안도니 이라올라           | 2023~     |

## 역대 우승기록
리그
- 풋볼 리그 서던 디비전

우승 (1): 1986-87
- 풋볼 리그 챔피언쉽

우승 (1): 2014-15
컵 대회
- 풋볼 리그 트로피

우승 (1): 1983-84 (어소시에이트 멤버즈 컵)
유럽 대항전

## 선수

### 현재 선수 명단
2025년 7월 10일 기준
참고: FIFA 자격 규정에 따라 소속된 국가대표팀 국기를 표시합니다. 선수는 복수의 FIFA 비회원국 국적을 가지고 있을 수 있습니다.
| 번호 | 포지션 | 국적         | 이름                              |
| ---- | ------ | ------------ | --------------------------------- |
| 4    | MF     | 잉글랜드     | 루이스 쿡 (부주장)                |
| 5    | DF     |              | 마르코스 세네시                   |
| 7    | MF     | 웨일스       | 데이비드 브룩스                   |
| 8    | MF     | 잉글랜드     | 앨릭스 스콧                       |
| 9    | FW     |              | 이바니우송                        |
| 10   | MF     | 스코틀랜드   | 라이언 크리스티                   |
| 11   | MF     | 부르키나파소 | 당고 와타라                       |
| 12   | MF     |              | 타일러 애덤스                     |
| 13   | GK     |              | 케파 아리사발라가 (첼시에서 임대) |
| 15   | DF     | 잉글랜드     | 애덤 스미스 (주장)                |
| 16   | MF     | 잉글랜드     | 마커스 태버니어                   |
| 17   | MF     | 콜롬비아     | 루이스 시니스테라                 |
| 19   | FW     |              | 저스틴 클라위버르트               |
| 22   | DF     |              | 훌리안 아라우조                   |
| 23   | DF     | 잉글랜드     | 제임스 힐                         |
| 24   | FW     | 가나         | 앙투안 세메뇨                     |
| 26   | FW     | 튀르키예     | 에네스 위날                       |

| 번호 | 포지션 | 국적       | 이름            |
| ---- | ------ | ---------- | --------------- |
| 27   | DF     | 우크라이나 | 일랴 자바르니   |
| 29   | MF     |            | 필리프 빌링     |
| 35   | DF     | 웨일스     | 오언 베번       |
| 40   | GK     | 잉글랜드   | 윌 데니스       |
| 42   | GK     | 아일랜드   | 마크 트레이버스 |

### 임대선수 명단
참고: FIFA 자격 규정에 따라 소속된 국가대표팀 국기를 표시합니다. 선수는 복수의 FIFA 비회원국 국적을 가지고 있을 수 있습니다.
| 번호 | 포지션 | 국적     | 이름                                   |
| ---- | ------ | -------- | -------------------------------------- |
| 1    | GK     |          | 네투 (아스널로 임대)                   |
| 6    | DF     | 웨일스   | 크리스 메펌 (선덜랜드로 임대)          |
| 21   | FW     |          | 다니엘 제비슨 (왓퍼드로 임대)          |
| 32   | FW     | 잉글랜드 | 제이든 앤서니 (번리로 임대)            |
| 49   | MF     | 잉글랜드 | 도미닉 사디 (칼라일 유나이티드로 임대) |

| 번호 | 포지션 | 국적         | 이름                                         |
| ---- | ------ | ------------ | -------------------------------------------- |
| —    | FW     | 잉글랜드     | 대니얼 아두아제이 (칼라일 유나이티드로 임대) |
| —    | MF     |              | 로맹 패브르 (브레스트로 임대)                |
| —    | GK     | 뉴질랜드     | 알렉스 폴센 (오클랜드 FC로 임대)             |
| —    | MF     | 잉글랜드     | 조 로스웰 (리즈 유나이티드로 임대)           |
| —    | MF     | 코트디부아르 | 하메드 트라오레 (오세르로 임대)              |

### 영구 결번
참고: FIFA 자격 규정에 따라 소속된 국가대표팀 국기를 표시합니다. 선수는 복수의 FIFA 비회원국 국적을 가지고 있을 수 있습니다.
| 번호 | 포지션 | 국적     | 이름                      |
| ---- | ------ | -------- | ------------------------- |
| 99   | --     | 잉글랜드 | 체리 베어 (클럽 마스코트) |

클럽 마스코트 체리 베어(Cherr Bear)의 번호가 영구 결번으로 등록되어 있다.

## 클럽 레전드

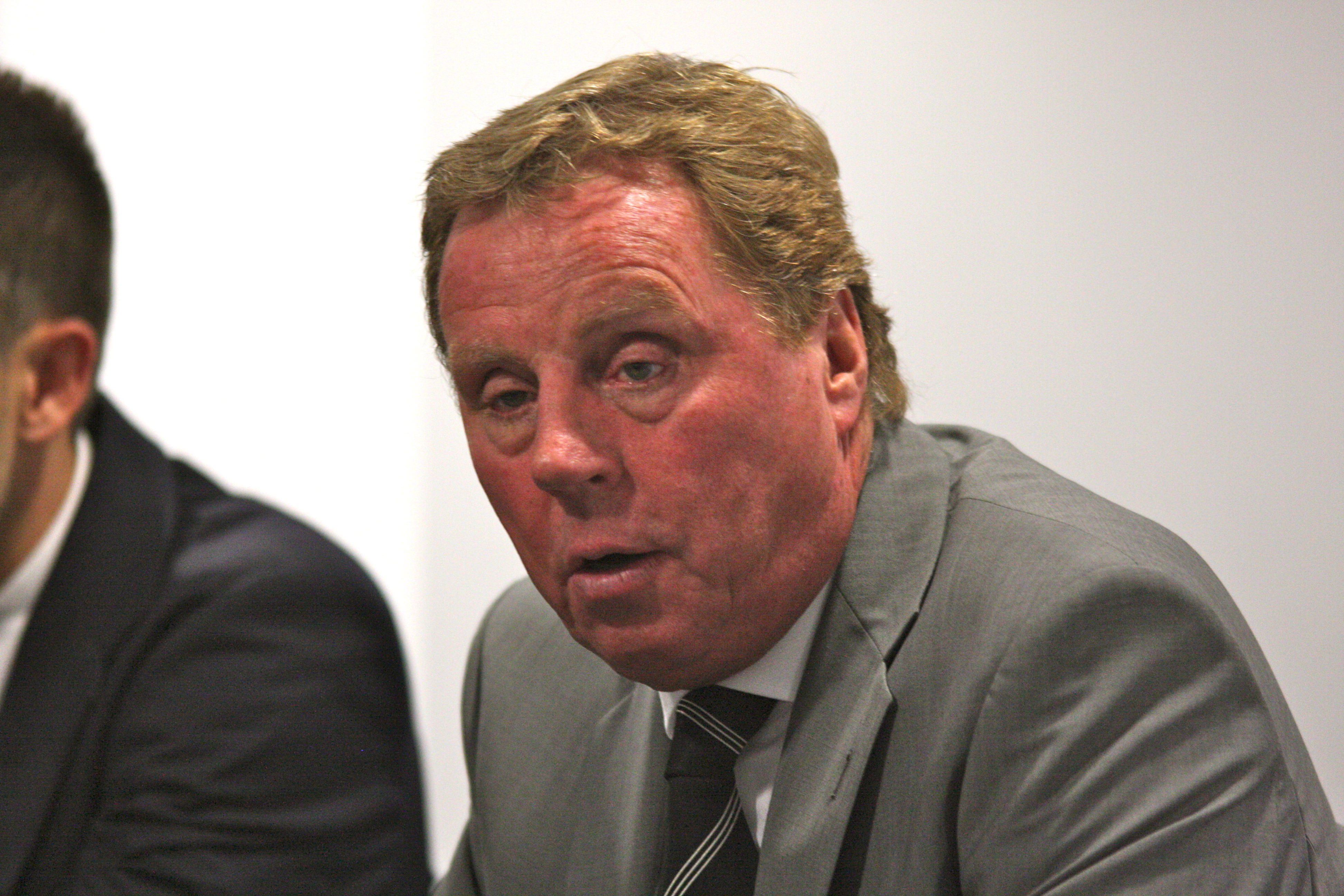
선수으로도 팀을 경험하여 레전드가 되고 감독으로도 레전드이며 팀의 전성기를 이끌었던 해리 레드냅 전 감독.

| 잉글랜드 - 해리 레드냅 전직 퀸즈 파크 레인저스와 AFC 본머스의 전 감독 레드냅은 AFC 본머스 시절의 선수 생활 이후 계속 도시 본머스에서 살고 있으며 본머스를 떠나지 않기 위해 런던 이북지역 클럽으로는 감독 생활을 해 본적 없는 것으로 유명하다. - 에디 하우 (1994-2002/2004-2006) 에디 하우는 선수 시절과 감독으로써 이미 클럽의 레전드가 되었다. 그가 클럽에 바친 업적은 말로 표현할 수 없을 정도이며 1994년 잉글랜드의 본머스에 입단하여 데뷔했고 2006년 은퇴할 때까지 선수로서의 인연을 이어갔다. 에디 하우는 은퇴 이후 2년 만에 본머스의 사령탑으로 복귀했고 그후 2011년 번리 FC 감독직을 거쳐 2012년인 1년 만에 다시 친정팀 본머스로 복귀했다. 잉글랜드 챔피언쉽 14-15시즌 그의 팀 본머스의 닥공 축구로써 리그에 새로운 돌풍을 일으켜서 리그 우승에 큰 기여를 했다, 그 동시에 본머스 역사상 첫 잉글리시 프리미어 리그에 입성하게 했다. |

## 역대선수 기록

### 역대 주장
지금 현재 주장 아담 스미스는 2010-11시즌 중 임대로 영입되어 팀에서 활약해 왔고 3년만이자 2024 시즌인 작년부터 본머스 복귀해 활약하고 있다.

## 같이 보기
- 스티브 쿡
- 칼럼 윌슨
- 아담 스미스
- 라이언 프레이저
- 베일리 카길
- 프리미어리그